# Italiens utrikesminister
Italiens utrikesminister (italienska: Ministro degli Affari Esteri) är chef för utrikesministeriet, Ministero degli Affari Esteri (MAE). Dess huvudkontor ligger i Palazzo della Farnesina i Rom och Farnesina används ibland som metonym för ministeriet. 
Utrikesministern anses vara en av de mera seniora ministerposterna i Italien. Utrikesministern ingår i Italiens regering, Consiglio dei Ministri, och utnämns av presidenten på förslag av premiärministern. Äldre namn för ministrar är ministri segretari di stato, vilket är anledningen till att utrikesministerns närmsta medarbetare motsvarande Sveriges kabinettssekreterare benämns understatssekreterare, Sottosegretario di Stato.

## Lista över Italiens utrikesministrar

### Kungariket Italien
| Namn                                      | Tillträdde | Avgick |
| ----------------------------------------- | ---------- | ------ |
| Camillo di Cavour                         | 1861       | 1861   |
| Bettino Ricasoli                          | 1861       | 1862   |
| Urbano Rattazzi                           | 1862       | 1862   |
| Giuseppe Pasolini                         | 1862       | 1863   |
| Emilio Visconti-Venosta                   | 1863       | 1864   |
| Alfonso La Marmora                        | 1864       | 1866   |
| Emilio Visconti-Venosta                   | 1866       | 1867   |
| Pompeo Di Campello                        | 1867       | 1867   |
| Luigi Federico Menabrea                   | 1867       | 1869   |
| Emilio Visconti Venosta                   | 1869       | 1876   |
| Luigi Amedeo Melegari                     | 1876       | 1877   |
| Agostino Depretis                         | 1877       | 1878   |
| Luigi Corti                               | 1878       | 1878   |
| Benedetto Cairoli                         | 1878       | 1878   |
| Agostino Depretis                         | 1878       | 1879   |
| Benedetto Cairoli                         | 1879       | 1881   |
| Pasquale Stanislao Mancini                | 1881       | 1885   |
| Agostino Depretis                         | 1885       | 1885   |
| Carlo Felice Nicolis Robilant             | 1885       | 1887   |
| Agostino Depretis                         | 1887       | 1887   |
| Francesco Crispi                          | 1887       | 1891   |
| Antonio di Rudinì                         | 1891       | 1892   |
| Benedetto Brin                            | 1892       | 1893   |
| Alberto de Blanc                          | 1893       | 1896   |
| Onorato Caetani                           | 1896       | 1896   |
| Emilio Visconti-Venosta                   | 1896       | 1898   |
| Raffaele Cappelli                         | 1898       | 1898   |
| Felice Napoleone Canevaro                 | 1898       | 1899   |
| Emilio Visconti-Venosta                   | 1899       | 1901   |
| Giulio Prinetti                           | 1901       | 1903   |
| Enrico Morin                              | 1903       | 1903   |
| Tommaso Tittoni                           | 1903       | 1905   |
| Antonino Paternò-Castello di San Giuliano | 1905       | 1906   |
| Francesco Guicciardini                    | 1906       | 1906   |
| Tommaso Tittoni                           | 1906       | 1909   |
| Francesco Guicciardini                    | 1909       | 1910   |
| Antonino Paternò-Castello di San Giuliano | 1910       | 1914   |
| Sidney Sonnino                            | 1914       | 1919   |
| Tommaso Tittoni                           | 1919       | 1919   |
| Vittorio Scialoja                         | 1919       | 1920   |
| Carlo Sforza                              | 1920       | 1921   |
| Pietro Tomasi Della Torretta              | 1921       | 1922   |
| Carlo Schanzer                            | 1922       | 1922   |
| Benito Mussolini                          | 1922       | 1929   |
| Dino Grandi                               | 1929       | 1932   |
| Benito Mussolini                          | 1932       | 1936   |
| Galeazzo Ciano                            | 1936       | 1943   |
| Benito Mussolini                          | 1943       | 1943   |
| Raffaele Guariglia di Vituso              | 1943       | 1944   |
| Pietro Badoglio                           | 1944       | 1944   |
| Ivanoe Bonomi                             | 1944       | 1944   |
| Alcide De Gasperi                         | 1944       | 1946   |

### Italienska republiken
| Namn                       | Tillträdde        | Avgick            | Politiskt parti                         |
| -------------------------- | ----------------- | ----------------- | --------------------------------------- |
| Alcide De Gasperi          | 2 juli 1946       | 18 oktober 1946   | Democrazia Cristiana                    |
| Pietro Nenni               | 18 oktober 1946   | 28 januari 1947   | Partito Socialista Italiano             |
| Carlo Sforza               | 2 februari 1947   | 19 juli 1951      | Partito Repubblicano Italiano           |
| Alcide De Gasperi          | 26 juli 1951      | 2 augusti 1953    | Democrazia Cristiana                    |
| Giuseppe Pella             | 17 augusti 1953   | 12 januari 1954   | Democrazia Cristiana                    |
| Attilio Piccioni           | 18 januari 1954   | 16 september 1954 | Democrazia Cristiana                    |
| Gaetano Martino            | 16 september 1954 | 15 maj 1957       | Partito Liberale Italiano               |
| Giuseppe Pella             | 19 maj 1957       | 1 juli 1958       | Democrazia Cristiana                    |
| Amintore Fanfani           | 1 juli 1958       | 15 februari 1959  | Democrazia Cristiana                    |
| Giuseppe Pella             | 15 februari 1959  | 23 mars 1960      | Democrazia Cristiana                    |
| Antonio Segni              | 25 mars 1960      | 7 maj 1962        | Democrazia Cristiana                    |
| Amintore Fanfani           | 7 maj 1962        | 29 maj 1962       | Democrazia Cristiana                    |
| Attilio Piccioni           | 29 maj 1962       | 4 december 1963   | Democrazia Cristiana                    |
| Giuseppe Saragat           | 4 december 1963   | 28 december 1964  | Partito Socialista Democratico Italiano |
| Aldo Moro                  | 28 december 1964  | 5 mars 1965       | Democrazia Cristiana                    |
| Amintore Fanfani           | 5 mars 1965       | 30 december 1965  | Democrazia Cristiana                    |
| Aldo Moro                  | 30 december 1965  | 23 februari 1966  | Democrazia Cristiana                    |
| Amintore Fanfani           | 23 februari 1966  | 24 juni 1968      | Democrazia Cristiana                    |
| Giuseppe Medici            | 24 juni 1968      | 12 december 1968  | Democrazia Cristiana                    |
| Pietro Nenni               | 12 december 1968  | 5 augusti 1969    | Partito Socialista Italiano             |
| Aldo Moro                  | 5 augusti 1969    | 26 juni 1972      | Democrazia Cristiana                    |
| Giuseppe Medici            | 26 juli 1972      | 7 juli 1973       | Democrazia Cristiana                    |
| Aldo Moro                  | 7 juli 1973       | 23 november 1974  | Democrazia Cristiana                    |
| Mariano Rumor              | 23 november 1974  | 29 juli 1976      | Democrazia Cristiana                    |
| Arnaldo Forlani            | 29 juli 1976      | 4 augusti 1979    | Democrazia Cristiana                    |
| Franco Maria Malfatti      | 4 augusti 1979    | 15 januari 1980   | Democrazia Cristiana                    |
| Attilio Ruffini            | 15 januari 1980   | 4 april 1980      | Democrazia Cristiana                    |
| Emilio Colombo             | 4 april 1980      | 4 augusti 1983    | Democrazia Cristiana                    |
| Giulio Andreotti           | 4 augusti 1983    | 22 juli 1989      | Democrazia Cristiana                    |
| Gianni De Michelis         | 22 juli 1989      | 28 juni 1992      | Partito Socialista Italiano             |
| Vincenzo Scotti            | 28 juni 1992      | 29 juli 1992      | Democrazia Cristiana                    |
| Giuliano Amato             | 29 juli 1992      | 1 augusti 1992    | Partito Socialista Italiano             |
| Emilio Colombo             | 1 augusti 1992    | 28 april 1993     | Democrazia Cristiana                    |
| Beniamino Andreatta        | 28 april 1993     | 19 april 1994     | Partito Popolare Italiano               |
| Leopoldo Elia              | 19 april 1994     | 10 maj 1994       | oberoende                               |
| Antonio Martino            | 10 maj 1994       | 17 januari 1995   | Forza Italia                            |
| Susanna Agnelli            | 17 januari 1995   | 17 maj 1996       | oberoende                               |
| Lamberto Dini              | 17 maj 1996       | 6 juni 2001       | oberoende                               |
| Giuliano Amato             | 6 juni 2001       | 11 juni 2001      | Olivträdsalliansen                      |
| Renato Ruggiero            | 11 juni 2001      | 6 januari 2002    | oberoende                               |
| Silvio Berlusconi          | 6 januari 2002    | 14 november 2002  | Forza Italia                            |
| Franco Frattini            | 14 november 2002  | 18 november 2004  | Forza Italia                            |
| Gianfranco Fini            | 18 november 2004  | 17 maj 2006       | Alleanza Nazionale                      |
| Massimo D'Alema            | 17 maj 2006       | 8 maj 2008        | Partito Democratico                     |
| Franco Frattini            | 8 maj 2008        | 16 november 2011  | Il Popolo della Libertà                 |
| Giulio Terzi di Sant'Agata | 16 november 2011  | 26 april 2013     | oberoende                               |
| Emma Bonino                | 28 april 2013     | 22 februari 2014  | Radicali Italiani                       |
| Federica Mogherini         | 22 februari 2014  | 31 oktober 2014   | Partito Democratico                     |
| Paolo Gentiloni            | 31 oktober 2014   | 12 december 2016  | Partito Democratico                     |
| Angelino Alfano            | 12 december 2016  | 1 juni 2018       | Partito Democratico                     |
| Enzo Moavero Milanesi      | 1 juni 2018       | 5 september 2019  | oberoende                               |
| Luigi Di Maio              | 5 september 2019  | 22 oktober 2022   | Femstjärnerörelsen                      |
| Antonio Tajani             | 22 oktober 2022   |                   | Forza Italia                            |